# Deuterocohnia digitata
Espèce
Deuterocohnia digitata est une espèce de plantes de la famille des Bromeliaceae, présente en Argentine et en Bolivie et décrite en 1969.

## Distribution
L'espèce est présente du nord de l'Argentine et au sud de la Bolivie.

## Description
Selon la classification de Raunkier, l'espèce est chamaephyte.